# جان-اریک هکسم
جان-اریک هکسم (انگلیسی: Jon-Erik Hexum; ۵ نوامبر ۱۹۵۷ – ۱۸ اکتبر ۱۹۸۴) هنرپیشه اهل ایالات متحده آمریکا بود. وی بین سال‌های ۱۹۸۲ تا ۱۹۸۴ میلادی فعالیت می‌کرد.
از فیلم‌ها یا برنامه‌های تلویزیونی که وی در آن نقش داشته‌است می‌توان به خرس اشاره کرد.